# Tarcisio Vincenzo Benedetti
Pour les articles homonymes, voir Benedetti.

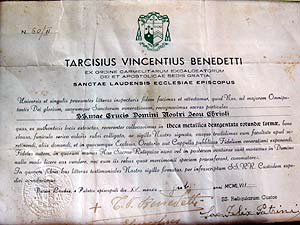
Document de la basilique d'Aparecida (Brésil), avec la signature de Mgr Benedetti, authentifiant une pièce de la relique de la Croix.

Tarcisio Vincenzo Benedetti, OCD (né le 28 octobre 1899 à Treviolo, dans la province de Bergame, en Lombardie et mort le 24 octobre 1972 à Lodi) était un religieux et évêque catholique italien, évêque du diocèse de Lodi jusqu'en 1972.

## Biographie
Né à Treviolo en Italie le 28 octobre 1899, Tarcisio Benedetti entre dans l'ordre des Carmes déchaussés et il est ordonné prêtre le 17 juillet 1927.

### Évêque
Consacré évêque de Sabina-Poggio Mirteto (diocèse suburbicaire du diocèse de Rome) le 3 juillet 1949, il est transféré au diocèse de Lodi le 11 novembre 1952.
Dans son ministère à Lodi, il met en œuvre la restauration de la cathédrale et il fonde, dans la banlieue de Lodi, l'église du Carmes, avec le monastère féminin de Saint Joseph.
Il meurt le 24 mai 1972 dans ses fonctions d'évêque, et est enterré dans la crypte de la cathédrale.

### Devise épiscopale
« Zelo zelatus sum » (« Avec ardeur, je me suis reforcé »)